# 国鉄の車両形式

## 歴史
日本国有鉄道は日本で初めて鉄道を建設した1870年当時から続いた政府機関（内務省鉄道局、鉄道院、鉄道省など）が、戦後改組されて発足した歴史ある組織である。また、発展過程で多くの民間鉄道事業者を国策により合併した。このため、複数会社の鉄道車両を抱えることになり何回もの車両形式称号規程の整理・変更が実施された。この規程の変遷についての概観的な説明は国鉄車両称号規程の変遷による。
また、国鉄は日本全国にわたり総合的な運輸サービスを提供していたため、地域特性（地形や気候など）やサービス内容に合わせて準備された車両の種類も極めて多く、従って形式の命名方法も多様である。そのため、車両の種類毎にそれぞれの形式を説明する。
鉄道省と国鉄での「けいしき」には「形」の字が使われる。

## 車両の種類ごとの形式称号の説明
- 国鉄機関車の車両形式
- 電車
  - 国鉄旧形電車の車両形式
  - 国鉄新性能電車の車両形式
  - 新幹線の車両形式
- 国鉄気動車の車両形式
- 国鉄客車の車両形式
- 国鉄貨車の車両形式